# Février 2009

## Faits marquants

### 1er février
- Au Championnat du monde de handball masculin 2009, la France bat la Croatie en finale et est sacrée championne du monde.
- Au Super Bowl XLIII, les Steelers de Pittsburgh ont battu les Cardinals de l'Arizona.
- Le navire de guerre britannique HMS Victory est découvert dans le fond de la Manche.

### 4 février
- Publication du premier client Bitcoin.

### 7 février
- Une manifestation devant le palais présidentiel de Madagascar tourne au bain de sang, la police ouvre le feu sur les manifestants tuant 28 personnes et faisant 212 blessés. Le bilan des manifestations grimpe à 96 morts et des centaines de blessés en 13 jours de protestations.
- De nombreux incendies de forêt, les plus meurtriers de l'histoire du pays ravagent le sud-est de l'Australie faisant 96 morts.
- Un avion d'une compagnie de taxi aérien s'écrase dans la jungle amazonienne au Brésil faisant 24 morts et 4 survivants.

### 9 février
- Incendie du TVCC à Pékin : 1 mort, 588 millions de dollars de dégâts.
- Éclipse lunaire pénombrale

### 10 février
- Élections législatives en Israël : forte poussée de la droite du Likoud et de l'extrême-droite d'Israel Beytenou, qui alliés aux travaillistes formeront un gouvernement dirigé par Benyamin Netanyahou.
- Collision entre les satellites Iridium-33 et Kosmos-2251 à plus ou moins 800 km au-dessus de la péninsule de Taïmyr en Sibérie.

### 12 février
- 200e anniversaire de la naissance d'Abraham Lincoln et de Charles Darwin.
- 50 morts dans le crash du vol 3407 Continental Airlines près de Buffalo aux États-Unis.

### 14 février
- Millénaire de la Lituanie
- Saint Valentin : fête commerciale qui a connu des acheteurs malgré la crise.
- Publication du nouveau système d'exploitation libre et gratuit : Debian Lenny (Debian GNU/Linux 5.0)

### 15 février
- Évasion spectaculaire à l'aide d'explosifs de deux détenus fichés au grand banditisme du quartier « Maison centrale » du centre pénitentiaire de Moulins-Yzeure (Allier). Ils seront arrêtés le 17 février à la suite d'une fusillade en région parisienne.

 Sport 
- Catch : No Way Out (2009)

### 16 février
- Au Venezuela, 54,4 % des électeurs approuvent par référendum une réforme constitutionnelle supprimant la limitation du mandat présidentiel, ce qui permettra à Hugo Chávez de se représenter après 2012.

### 17 février
- Walter Veltroni, chef de l'opposition italienne (Parti démocrate), démissionne à la suite d'une série de revers électoraux.

### 18 février
- Jacques Bino, militant syndicaliste, est abattu alors qu'il conduisait sa voiture près d'un barrage routier tenu par des jeunes armés qui ont ouvert le feu sur la police avec des chevrotines dans Pointe-à-Pitre (Guadeloupe). Il est la première victime de la grève qui dure depuis le 20 janvier.

### 19 février
- Premier voyage à l'étranger en tant que Président des États-Unis pour Barack Obama alors qu'il rend visite à Stephen Harper, actuel Premier Ministre du Canada. Cette rencontre traite principalement de sujets chauds comme l'économie et l'environnement, ainsi que l'énergie et la situation en Afghanistan.

### 20 février
- Deux avions des Tigres tamouls ont mené un raid sur Colombo (Sri Lanka), un des appareils s'est écrasé sur un bâtiment gouvernemental en plein centre de Colombo faisant 2 morts et 44 blessés et l'autre avion a été abattu près de l'aéroport international par la défense antiaérienne tuant le pilote.

### 21 février
- Une collision entre un autorail et un autocar à un passage à niveau près de Brezno dans le centre de la Slovaquie fait 12 morts et 21 blessés.
- Un policier en civil de 26 ans est abattu à La Courneuve (Seine-Saint-Denis) d'une balle dans la tête.

### 22 février
- 74 morts et 114 blessés lors d'un coup de grisou dans une mine du nord-est de la Chine.
- Un engin artisanal posé sous un banc explose dans le quartier du vieux Caire, tuant 1 française et faisant 22 blessés.

### 23 février
- Ouverture du procès de l'explosion de l'usine AZF de Toulouse dans une salle municipale spécialement aménagée à cet effet.
- La 81e cérémonie des Oscars sacre le film Slumdog Millionaire avec 8 récompenses dont celui du meilleur film et du meilleur réalisateur.
- Création du Parti de la France par Carl Lang

### 24 février
- Affrontements entre des rebelles islamistes du groupe Chabaab et la force de paix africaine dans la ville de Mogadiscio en Somalie, le bilan est de 80 morts.

### 25 février
- Un Boeing 737-800 assurant le vol 1951 Turkish Airlines depuis Istanbul s'écrase peu avant son atterrissage à Schiphol, aux Pays-Bas sur un champ, où il s'est brisé en trois morceaux et a perdu ses réacteurs. L'appareil transportait 135 passagers et membres d'équipage, le bilan est de neuf morts et 121 blessés.
- Mutinerie des gardes-frontières du Bangladesh : durant 2 jours, à Dacca, elle fait 76 morts et 72 disparus, plus de 1000 mutins ont été arrêtés.

### 27 février
- Irlande : casse à la Bank of Ireland à Dublin, six individus masqués et lourdement armés contraignent un employé de la banque à voler près de 7 millions d'euros, les malfaiteurs ayant pris sa famille en otage et la menaçant de mort. Le lendemain, un tiers du butin a été retrouvé et 7 personnes ont été arrêtés.

### Samedi28 février 2009

#### France
- Antilles : le CollectifDOM réunit plusieurs milliers de personnes place de la Nation à Paris en soutien "au peuple des Antilles".

#### Économie
- Volkswagen : le constructeur automobile allemand annonce la suppression d'ici à la fin 2009 de tous ses emplois intérimaires (16 500 personnes) à la suite de la chute des ventes en janvier (-15 %).

#### People/Médias
- Musique : 24e édition des Victoires de la musique, Alain Bashung y remporte 3 trophées.